# For altid
For altid er det tredje studiealbum af den danske sangerinde og sangskriver Medina, der udkom den 19. september 2011 på Labelmade og A:larm Music. Albummet byder på lysere sange med en mere poppet lyd, og følger op på Medinas gennembrudsalbum Velkommen til Medina (2009). For altid blev sat til salg på iTunes Store søndag den 18. september, og debuterede efterfølgende som nummer tre på album-listen med 869 solgte eksemplarer, efter blot én dag i handlen. Efter yderligere syv dage i handlen opnåede albummet en andenplads med 3287 solgte eksemplarer. I januar 2018 blev For altid certificeret tredobbelt-platin for 60.000 solgte eksemplarer. For altid har affødt hitsinglerne "For altid", "Synd for dig", "Kl. 10", "12 dage" og "Lyser i mørke", der alle har modtaget guld eller platin-certificeringer.
For altid blev genudgivet som dobbelt-CD i en Special Edition den 29. oktober 2012, med de fire nye numre, "Jeg venter", "Har du glemt", "Hvis bare" (featuring Skinz) og "En nat", der oprindeligt blev indspillet i 2009. Derudover er Specktors-samarbejdet "Lågsus" at finde på udgivelsen, samt seks remixes af tidligere singler. "Har du glemt" blev udsendt som single på udgivelsesdagen.

## Singler
Forud for udgivelsen, udkom førstesinglen "For altid" den 30. maj 2011. Medina har udtalt, at sangen handler om en ekskæreste, der kunne se forbi Medinas mørke side og få det gode frem, "Den handler om, at man møder en, der får dig til at ville blive et bedre menneske. Ønsket om forbedring, og at det rent faktisk sker. At der er en, der passer så godt på en, at man ved 'her kan jeg godt gøre det her'." "For altid" var også sangen der fik Medina ud af den skriveblokering og præstationsangst hun led af i starten af arbejdet med det nye album, "Jeg følte, jeg havde skrevet om alt, jeg havde at sige, og jeg var bange for, at jeg ikke var god nok. Jeg havde mareridt om natten og alt muligt. Men da vi så endelig kom i studiet og skrev For Altid, fandt jeg ud af, at jeg godt kunne endnu." Singlen gik direkte ind som #1 på både salgs- og airplay-listen, og modtog i august 2011 platin for 30.000 downloads. "For altid" var den syvende bedst sælgende single i 2011 i følge IFPI Danmark.
På albummets udgivelsesdato den 19. september, udkom andensinglen "Synd for dig", der med Medinas egne ord handler om "hvor synd jeg synes, det er for folk, der er pisserådne over for andre og ikke behandler andre godt." Samtidig er sangen også en kommentar til de mennesker der ifølge Medina spreder rygter om hende, "Jeg prøver at komme dem, der vil stikke mig i ryggen og sprede rygter om mig, i forkøbet, for dem er der mange af. Rigtig mange. Men folk kan jo bare tro på alt det, de hører, for jeg ved, at jeg er et godt menneske, og det ved de folk, der kender mig og elsker mig også, og så kan alt andet egentlig være lige meget." "Synd for dig" debuterede som #23 på singlelisten, som følge af at albummet blev sat til salg på iTunes én dag før den officielle udgivelsesdato. Den efterfølgende uge opnåede sangen en førsteplads på listen, og er dermed Medina's niende nummer ét-hit. Den 16. december 2011 udkom et remix af ELOQ med rap fra Kidd. "Synd for dig" modtog i marts 2012 platin for 30.000 downloads.
"Kl. 10" blev udsendt som albummets tredje single den 31. oktober 2011. Allerede efter albummets udgivelse, gik nummeret ind som #38 på singlehitlisten, alene baseret på downloads fra albummet. Efter den officielle udgivelse af singlen, gik sangen ind som #14, og steg den efterfølgende uge til #6. Musikvideoen, hvor skuespiller Laura Christensen medvirker, havde premiere den 28. november 2011. Den 9. december 2011 toppede "Kl. 10" singlehitlisten, og er dermed Medina's tredje #1-hit i træk fra albummet. Singlen modtog platin for 30.000 downloads i slutningen af januar 2012. "Kl. 10" var den femte mest spillede sang på de kommercielle radiostationer i 2012.
"12 dage" blev udsendt som fjerde single fra For altid den 26. marts 2012, hvor sangens musikvideo havde premiere. Sangen handler ifølge Se og Hør om Medinas kortvarige forhold til popsangeren Xander. Medina optrådte med sangen til finalen i X Factor 2012 den 23. marts. Singlen debuterede som nummer 28 på hitlisten, og blev tre uger senere Medinas ottende top 10 i træk som soloartist med en placering som nummer otte. I starten af juni 2012 modtog "12 dage" guld for 15.000 solgte eksemplarer.
"Lyser i mørke" blev sendt til radiostationerne som albummets femte single den 6. august 2012. Musikvideoen havde premiere den 12. juli. Sangen har ligget som nummer fem på hitlisten, og modtog i september 2012 guld.
Den 29. oktober 2012 udkom "Har du glemt" som albummets sjette single, i anledningen af genudgivelsen af albummet i en Special Edition, hvoraf sangen er én af fire nye numre. Medina har udtalt at nummeret handler om forfald: "Det handler om, hvordan jeg egentlig oplever enormt mange mennesker i hverdagen, der lader sig selv gå i forfald." Singlen opnåede en fjerdeplads på download-hitlisten, og har modtaget guld for 15.000 downloads.
"Jeg venter" fra genudgivelsen af albummet, blev udgivet som syvende single i marts 2013. Den 31. marts optrådte Medina med sangen til Danish DeeJay Awards 2013. Den 25. november 2013 udkom en remix-pakke til download.

## Spor
| #   | Titel                                      | Sangskriver(e)                                  | Længde |
| --- | ------------------------------------------ | ----------------------------------------------- | ------ |
| 1.  | "Synd for dig"                             | Medina Valbak, Rasmus Stabell, Jeppe Federspiel | 3:29   |
| 2.  | "For altid"                                | Valbak, Stabell, Federspiel                     | 3:32   |
| 3.  | "Vend om"                                  | Valbak, Stabell, Federspiel                     | 3:50   |
| 4.  | "Kl. 10"                                   | Valbak, Stabell, Federspiel                     | 4:04   |
| 5.  | "Lyser i mørke"                            | Valbak, Stabell, Federspiel, Engelina Andrina   | 3:47   |
| 6.  | "12 dage"                                  | Valbak, Stabell, Federspiel                     | 4:20   |
| 7.  | "Gode mennesker"                           | Valbak, Stabell, Federspiel                     | 4:01   |
| 8.  | "Ejer hele verden"                         | Valbak, Stabell, Federspiel                     | 3:25   |
| 9.  | "Har du det ligesom mig" (featuring Young) | Valbak, Stabell, Federspiel, Young              | 4:56   |
| 10. | "Lykkepille"                               | Valbak, Stabell, Federspiel                     | 3:56   |

### Special Edition
| 1.  | "Jeg venter"                                        | Medina Valbak, Rasmus Stabell, Jeppe Federspiel                                    | Providers                                        | 3:45 |
| 2.  | "Har du glemt"                                      | Valbak, Stabell, Federspiel                                                        | Providers                                        | 4:23 |
| 3.  | "Hvis bare" (Medina featuring Skinz)                | Valbak, Tim McEwan, Mohamed Ahmed                                                  | DEEKAY                                           | 4:44 |
| 4.  | "En nat" (Unreleased 2009)                          | Valbak, Daniel "Obi" Klein, Jesper Nordenström                                     | DEEKAY                                           | 4:13 |
| 5.  | "Lågsus" (Specktors featuring Medina)               | Valbak, Nicholas Kawamura, Jonas Julan, Martin Andreas Wanner, Jon Kirkhoff Hansen | Nicholas Kawamura                                | 3:30 |
| 6.  | "For altid" (Svenstrup & Vendelboe remix)           | Valbak, Stabell, Federspiel                                                        | Kasper Svenstrup & Thomas Vendelboe (remix)      | 7:05 |
| 7.  | "Synd for dig" (Medina featuring Kidd) (ELOQ remix) | Valbak, Stabell, Federspiel                                                        | ELOQ (remix)                                     | 3:35 |
| 8.  | "Kl. 10" (Granity remix)                            | Valbak, Stabell, Federspiel                                                        | Emil Towity (remix), Alexander Grandjean (remix) | 4:01 |
| 9.  | "12 dage" (EaggerStunn remix)                       | Valbak, Stabell, Federspiel                                                        | Kristoffer Sjelberg (remix)                      | 4:09 |
| 10. | "Lyser i mørke" (The Eclectic Moniker remix)        | Valbak, Stabell, Federspiel, Engelina Andrina                                      | The Eclectic Moniker (remix)                     | 3:32 |
| 11. | "Jeg venter" (Odd Collection remix)                 | Valbak, Stabell, Federspiel                                                        | Rasmus Jarby (remix)                             | 3:18 |

| 12. | "12 dage" (Live fra Glassalen) | 4:28 |

## Hitlister og certificering

### Ugentlige hitlister
| Hitliste (2011) | Højeste placering | Certificering |
| --------------- | ----------------- | ------------- |
| Danmark         | 2                 | 3× Platin     |

### Årslister
| Hitliste (2011) | Placering |
| --------------- | --------- |
| Danmark         | 16        |
| Hitliste (2012) | Placering |
| Danmark         | 16        |
| Hitliste (2013) | Placering |
| Danmark         | 93        |
| Hitliste (2024) | Placering |
| Danmark         | 62        |